# Drink You Away
"Drink You Away" é uma canção gravada pelo cantor e compositor norte-americano Justin Timberlake para seu quarto álbum de estúdio, The 20/20 Experience – 2 de 2 (2013). Ela foi escrita e produzida por Timberlake, Timóteo "Timbaland" Mosley, Jerome "J-Roc" Harmon, e James Fauntleroy, e foi enviada às estações de radio de música country no dia 23 de novembro de 2015 como o quarto e último single do álbum. Musicalmente, foi definida pela crítica como um multi-gênero de música, incluindo o rock clássico, country pop, blues e soul. Liricamente, na música, Timberlake compara o amor ao alcoolismo, ao fazer referências a várias marcas de bebidas alcoólicas, incluindo a marca Jack daniel's e Jim Beam. Em Maio de 2016, a canção já vendeu mais de 600.000 cópias nos EUA.
"Drink You Away" recebeu, em geral, resposta positiva da crítica, com alguns deles rotulando a música como um destaque e um dos momentos mais impressionantes do álbum. Timberlake cantou a música no American Music Awards em 2013 e em sua turnê The 20/20 Experience World Tour (2013-15). Em novembro de 2015 o cantor, juntamente com Chris Stapleton cantou a música no Country Music Association Awards; a seguir, "Drink You Away" vendeu 76,000 cópias digitais e estreou na quinta posição no Hot Digital Songs chart. Ele também chegou ao número 85 no Canadian Hot 100. Além disso, a música debutou na primeira colocação do Itunes, mesmo após dois anos de lançada, e antes mesmo de ser single. 

## Produção e lançamento
"Drink You Away" foi escrito por Timberlake, Timóteo "Timbaland" Mosley, Jerome "J-Roc" Harmon e James Fauntleroy. A canção foi produzida por Timbaland, Timberlake e Harmon. Ela foi gravada no Larrabee Studios, em North Hollywood, Los Angeles. Timberlake arranjou e produziu seus vocais. Harmon, introduziu o teclado na música, enquanto Ives, a guitarra. A canção foi projetada por Chris Godbey e mixada por Jimmy Douglass, Godbey e Timberlake; para o processo em que eles foram auxiliados por Alejandro Baima. Os teclados foram fornecidos por Harmon. Ela foi enviada para as estações de radio de música country nos Estados Unidos em 23 de novembro de 2015, como o quarto e último single de The 20/20 Experience – 2 de 2 (2013). Sobre o lançamento do single, o vice-presidente executivo, desenvolvedor promocional/artístico Steve Hodges daSony Music Nashville,  afirmou, "temos recebido vários pedidos de programadores e decidimos dar-lhes uma versão abreviada [de "Drink You Away"] então, eles não precisam pôr ao ar a versão mais longa da música, do álbum," em uma entrevista para a Billboard.

## Composição e interpretação lírica
"Drink You Away" tem uma duração de cinco minutos e trinta segundos, enquanto sua edição de rádio tem a duração de quatro minutos e quinze segundos. Chris Bosman da revista Tempo descreveu a faixa como country pop. por outro lado, Greg Kot do Chicago Tribune, pensava que ela era do estilo "gospel-blues", enquanto que, de acordo com Annie Zaleski do The A.V. Club a música é um clássico do rock "homenagem". Kira Lopes do Starpulse.com observou que "Drink You Away" é uma "descarada música de Memphis soul mergulhada em um corajoso riff country." Sua instrumentação inclui órgão e violão; elementos de pop e rock pode ser ouvida na guitarra da música.
Liricamente, a canção apresenta referências a várias bebidas alcoólicas, que pode ser visto na letra, "eu não posso me embriagar de você. Eu tentei Jack, eu tentei Jim... Agora, diga-me baby, eles não fazem um remédio para a tristeza?" Brad Popa do MTV News descreveu como uma "infinidade de referências de álcool, e um monte de tristeza de blues." De acordo com Stacy-Ann Ellis da Vibe magazine, a letra da canção continua a "analogia de amor drogado", que Timberlake começou com alguns dos temas líricos em 20/20 Experience (2013) mais particularmente, "Pusher Love Girl"; ela disse que ele está "tentando afogar-se uma lembrança amarga dela, abrindo uma 'bar tab' e levando 'Tennessee Whiskies' à cabeça." Eric Henderson, da Slant Magazine descreveu "Drink You Away", como uma música "honky-tonking" em que o cantor compara o seu amor com o alcoolismo.

## Recepção

### Críticas

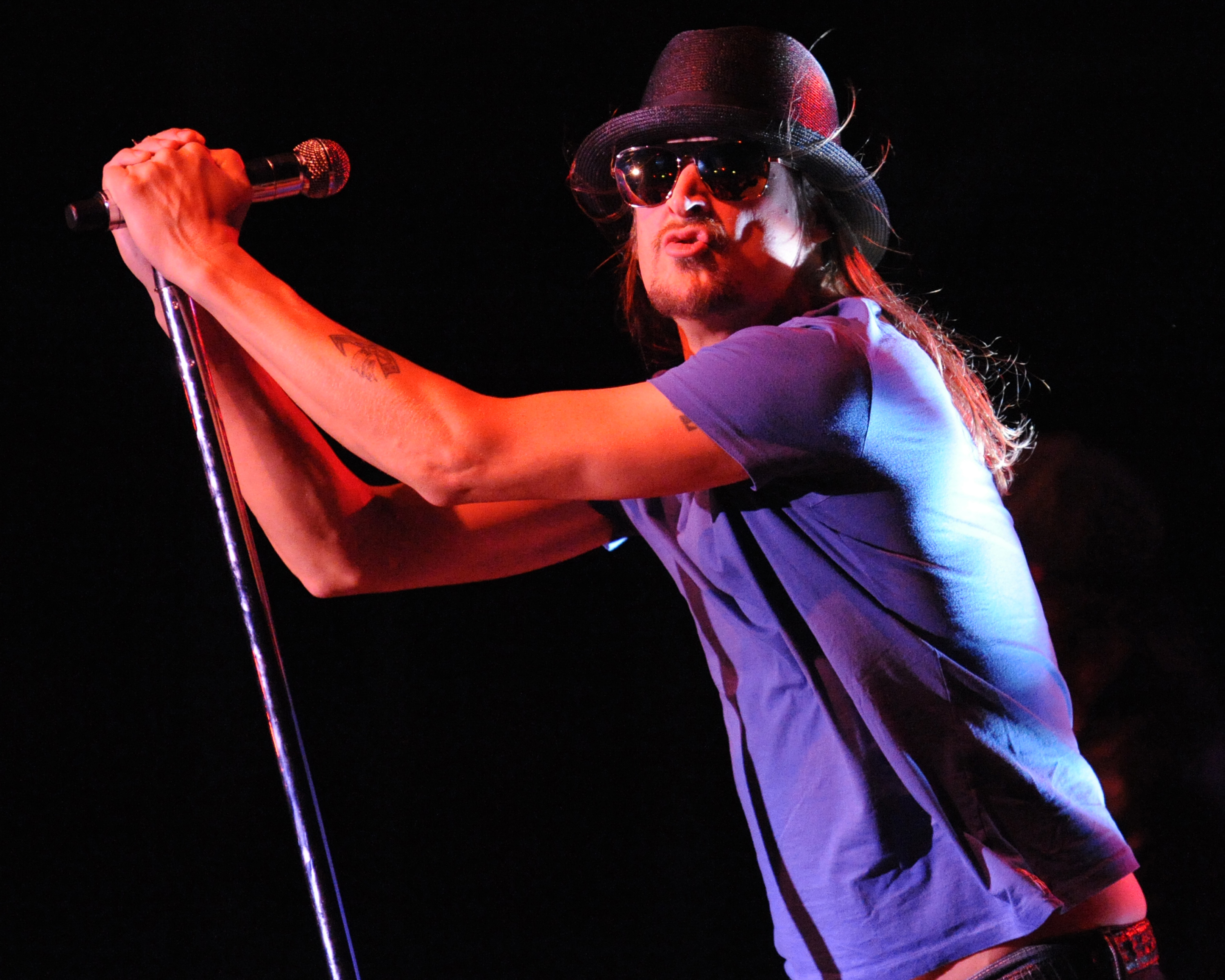
Alguns críticos compararam "Drink You Away" com os trabalhos do cantor americano de música country Kid Rock

Melinda Newman, da HitFix deu a "Drink You Away" uma nota A e a chamou de "a melhor" e "a faixa mais cativante" no The 20/20 Experience 2 of 2. Da mesma forma, Stern da MTV News achou a música uma das maiores surpresas e uma das faixas mais impressionantes do álbum. Lewis Corner da Digital Spy rotulou a música como um "destaque" no álbum e encorajou Timberlake para explorar ainda mais a "Tennessee swagger" presentes na música. 
Brice Ezell da Pop Matters chamou a canção de "hat-trick" do álbum e também descreveu-a como um de seus momentos mais "estranhos" e "bem-sucedidos". De acordo com ele, a maneira que Timberlake lista as bebidas nas letras é um estilo pouco ortodoxo para o cantor e, além disso, difere musicalmente do resto do material do álbum, no entanto, "por qualquer motivo, porém, ele funciona". Jason king da Spin chamou a canção de "órgão atado" e que foi "um sucesso infalível, um 'country twanger' levado ao céu pelas harmonias acolchoadas e herméticas de Timberlake." 
Ryan Dombal da Pitchfork Media disse que "o seu coração partido cai" na música, que ele ainda descreveu como "blues plástico" e comparou-a com as obras do cantor country americano Kid Rock. Andrew Barker da Variety descreveu "Drink You Away "como um dos "baixos " do álbum e comparou-a com a música de rock e com Lynyrd Skynyrd. Stephen Carlick da Exclaim! concluiu que a faixa, "depende muito de repetição". 

### Comercial
Seguindo o desempenho de Timberlake no Country Music Association Awards no dia 21 de novembro de 2015, a canção vendeu 76.000 cópias digitais e apareceu na quinta posição da parada da Billboard americana Hot Digital Songs. No dia 06 de fevereiro de 2016, a canção estreou no número 60 na parada Country Airplay da Billboard e debutou na posição 32 parada americana Mainstream Top 40, também da Billboard. O single é sua 26º entrada nessa parada como um artista solo. Ele também atingiu o pico no número 17 da Hot R&B/Hip-Hop Songs. No partir de maio de 2016, a música ja havia vendido 609,085 cópias somente nos Estados Unidos.
"Drink You Away" também chegou ao número 85 na Canadian Hot 100. Na Coreia do Sul, após o lançamento do álbum, a canção vendeu 2.358 cópias digitais  e chegou ao número 96 na Gaon Digital Chart.

## Performances ao vivo e covers

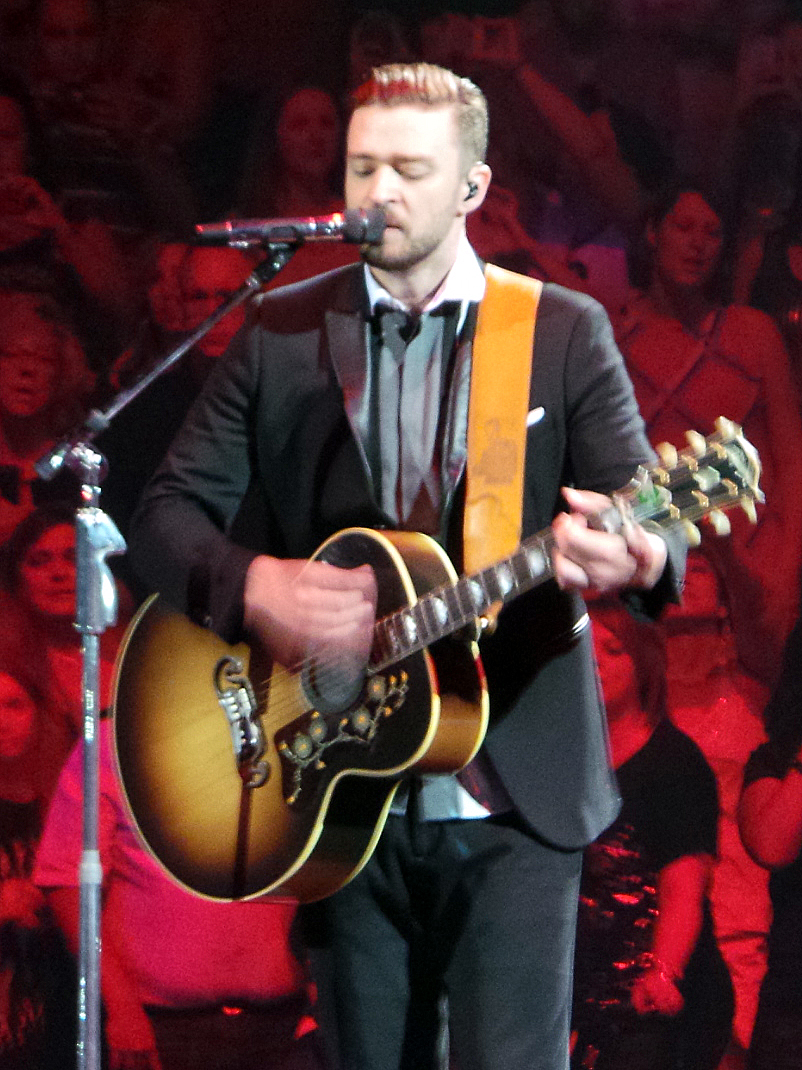
Justin performando "Drink You Away" em sua turnê, The 20/20 Experience World Tour

Timberlake cantou "Drink You Away" pela primeira vez em 2013, no American Music Awards realizado no Nokia Theatre, em Los Angeles; Grow da Rolling Stone classificou a performance como a quinta melhor, das 16 daquela noite. A canção fez parte do setlist da turnê The 20/20 Experience World Tour (2013-15). Timberlake e Chris Stapleton cantaram a música em conjunto, juntamente com "Tennessee Whiskey" de Chris, no "Country Music Association Awards"  em 4 de Novembro de 2015. A revista Rolling Stone elogiou-a como "a melhor performance de todo o show", enquanto o editor do New York Times Katie Rogers destacou o crossover de Timberlake. A Entertainment Weekly declarou-a como uma das melhores performances de 2015 e escreveu: "em uma exibição sem remorso de talento, Nashville encontrou Motown durante a maior noite da música country por um mash-up de 'hands-in-the-air' e 'take-us-to-church' que foi tudo o que se espera de um dueto all-star ".
O artista de música country americana Craig Morgan cantou a música em vários dos seus concertos. O cover de "Drink You Away" de David Fanning chegou ao número 58 na tabela americana Country Airlplay.

## Créditos
Créditos adaptados dos encarte do álbum The 20/20 Experience 2 of 2.
Gravação
- Vocais gravados e mixados em Larrabee, North Hollywood

Equipe
- Justin Timberlake — vocais, mixagem de áudio, produção, produção vocal, arranjo vocal, guitarra
- Timothy "Timbaland" Mosley — produção
- Jerome "J-Roc" Harmon— teclados, produção
- Chris Godbey — engenharia de áudio, mixagem de áudio
- Jimmy Douglass — mixagem de áudio
- Elliot Ives — guitarra
- Alejandro Baima — mixagem adicional

## Desempenho nas tabelas
| Tabelas (2013–16)                                           | Posição |
| Canadá (Canadian Hot 100)                                   | 85      |
| ----------------------------------------------------------- | ------- |
| Coreia do Sul (Gaon Digital Chart)                          | 96      |
| Estados Unidos - Hot Digital Songs (Billboard)              | 5       |
| Estados Unidos - Bubbling Under Hot 100 Sinlges (Billboard) | 9       |
| Estados Unidos - Country Airplay (Billboard)                | 60      |
| Estados Unidos - Hot R&B/Hip-Hop Songs (Billboard)          | 17      |
| Estados Unidos - Mainstream Top 40 (Billboard)              | 32      |

## Histórico de lançamento
| Região         | Data                   | Formato       | Gravadora     |
| -------------- | ---------------------- | ------------- | ------------- |
| Estados Unidos | 23 de Novembro de 2015 | Radio country | RCA Nashville |